# 사사키 마사토 (2002년)
사사키 마사토(일본어: 佐々木 雅士, 2002년 5월 1일~)는 일본의 축구 선수이다.

## 구단 경력
2021년 J1리그의 가시와 레이솔에 입단하였다. 2025년 파지아노 오카야마로 이적했다.

## 국가대표팀 경력
그는 2019년 FIFA U-17 월드컵에 참가할 일본 U-17 국가대표팀에 발탁되었다.
2022년 AFC U-23 아시안컵에 참가할 일본 U-23 국가대표팀에 발탁되었다. 2024년 하계 올림픽에 선발되었으나 경기에 출전하지는 못하였다.